# Genouillac, Charente

Genouillac este o comună în departamentul Charente, Franța. În 1 ianuarie 2018 avea o populație de 591 de locuitori.